# Ruta de Rhode Island 78
La Ruta de Rhode Island 78, y abreviada R.I. 78 (en inglés: Rhode Island Route 78) es una carretera estatal estadounidense ubicada en el estado de Rhode Island. La carretera inicia en el Oeste desde la Ruta 2     en Stonington hacia el Este en la US 1     en Westerly. La carretera tiene una longitud de 7,1 km (4.4 mi).

## Mantenimiento
Al igual que las autopistas interestatales, y las rutas federales y el resto de carreteras estatales, la Ruta de Rhode Island 78 es administrada y mantenida por el Departamento de Transporte de Rhode Island por sus siglas en inglés RIDOT.

## Cruces
La Ruta de Rhode Island 78 es atravesada principalmente por la Ruta 91     en Westerly (paso a desnivel).
| estado | condado               | Ubicación  | Milla | Salida | Destinos                                            | Notas |
| --- | --------------------- | ---------- | ----- | ------ | --------------------------------------------------- | --- |
| Connecticut | condado de New London | Stonington | 0.0   | 1      | I 95 – New London, Providence, R.I.                 | Futura interchange                                                                                                 |
| Connecticut | condado de New London | Stonington | 0.2   | 2      | Ruta 2                                              | Paso a des nivel                                                                                                   |
| |                       |            |       |        |                                                     | |
| Rhode Island | condado de Washington | Westerly   |       | 3      | High Street                                         | La salida no tiene señalización de salida                                                                          |
| Rhode Island | condado de Washington | Westerly   |       | 4      | RI 3 (Ashaway Road) – Ashaway, Hopkinton            | Salida Oeste y entrada este solamente                                                                              |
| Rhode Island | condado de Washington | Westerly   |       | 5      | RI 91 (Westerly–Bradford Road) – Carolina, Westerly | |
| Rhode Island | condado de Washington | Westerly   |       | 6      | US 1                                                | Paso a des nivel; carretera no numerada continua hacia el Aeropuerto Estatal de Westerly y Misquamicut State Beach |
| 1.000 mi = 1.609 km; 1.000 km = 0.621 mi Cerrada/Antigua • Terminal concurrente • Acceso incompleto • Propuesta/Sin abrir |                       |            |       |        |                                                     | |